# Opisthoglyphe locellus
Opisthoglyphe locellus är en plattmaskart. Opisthoglyphe locellus ingår i släktet Opisthoglyphe och familjen Omphalometridae. Inga underarter finns listade i Catalogue of Life.